# Eupithecia laevilignata
Eupithecia laevilignata là một loài bướm đêm trong họ Geometridae.